# 中国脳

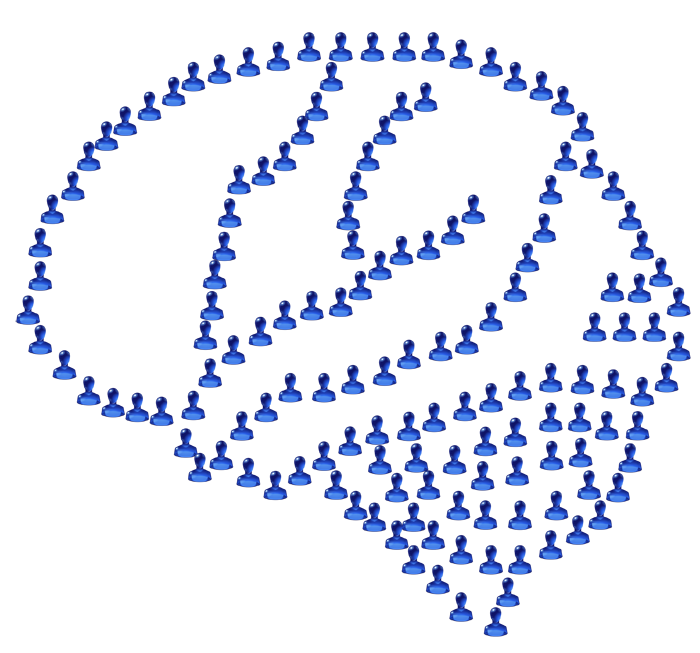
中国脳

中国脳（ちゅうごくのう、China brain）は、哲学の一分野である心の哲学の領域で議論される思考実験のひとつ。中国人民（ちゅうごくじんみん、Chinese Nation）とも呼ばれる。次のような内容である。
1. 中国人全員に携帯電話を渡す。
2. 一人一人に連絡先の電話番号が書かれたリストを渡す。
3. もし自分の携帯電話が鳴ったら、自分が貰ったリストにある番号すべてに電話をかけてもらう。
4. この電話をかける作業を、中国人全員に延々とやり続けてもらう。

この作業は全体として、人間の脳活動のシミュレーションを実行している。つまり
1. 携帯電話を渡された一人一人の中国人は、実は脳の一つ一つの神経細胞の役割を担っている。
2. そしてそれぞれが持つ電話番号のリストは神経細胞同士のつながり（シナプス接合）の状態を表している。
3. そして携帯電話によるコールが神経細胞間での情報の伝達（神経伝達物質の放出）を表している。

これにより中国人たちによる巨大な携帯電話のネットワークが、ある一つの脳の動作をシミュレートしている事となる。
- このとき、この巨大な携帯電話ネットワークに、意識はあるだろうか？

この携帯電話ネットワークは、機能的には人間の脳と同じように状態が遷移していくだろうから、言語的な出力、身体への出力などの信号などは、人間の脳におけるそれとまったく同様になるはずである。問題はこうした中国人の携帯電話のネットワークは、赤を見る体験をするのか？痛みの感じを経験するのか？という点である。つまり現象意識、クオリアなどと言われる主観的な意識体験を携帯電話のネットワークが持つかどうかである。

## 歴史
この思考実験の初期のバージョンは1974年にローレンス・デイヴィス（Lawrence Davis）によってまず論じられ、その後1978年にネド・ブロックによって論じられた ブロックは中国脳は現象的な意味での意識（現象意識）は持たないと主張した。これに対し意識の現象的な側面の実在性を否定するダニエル・デネットは、中国脳は機能的に普通の脳と同様の振る舞いをするのだから、そこには意識がある、機能的な意味での意識がありそれ以上の問題はない、と主張した。
名称は似ているが、1980年にジョン・サールによって提出された中国語の部屋の思考実験とは別の議論である。ただしどちらも意識や志向性に関して機能主義や物理主義的な観点からの説明の限界について問うている議論である点で類似している。